# In persona episcopi

In persona episcopi (latin pour: en la personne de l’évêque) est une expression latine utilisée dans le droit canonique de l’Église catholique pour indiquer que deux diocèses (ou autres circonscription ecclésiastiques) sont administrés par un seul évêque sans que les structures diocésaines et l’organisation propre de chaque en soient modifiées (curie diocésaine, cathédrale, commissions, etc). Seul le ministère épiscopal est unique.
Il s’agit généralement, mais pas nécessairement, d’une union (sans fusion) de caractère provisoire ou temporaire qui est un premier pas vers une union Æque principaliter entre deux diocèses, qui sont alors regroupés en un seul.

## Exemples
- Les diocèses de Fossano et Cuneo (suffragants de Turin) sont unis In persona episcopi (évêque Giuseppe Cavalotto)
- L’archidiocèse de Sens-Auxerre et la mission de France (prélature) sont unis In persona episcopi (évêque Hervé Giraud)
- Les diocèses de Huesca (suffragant de Saragosse) et Jaca (suffragant de Pampelune) sont unis In persona episcopi évêque Pedro Aguado Cuesta)
- Les diocèses de Moosonee et Hearst (suffragants d’Ottawa) sont unis In persona episcopi (évêque Vincent Cadieux Oblats de Marie-Immaculée).
- L’archéparchie d’Urmia des Chaldéens et l’éparchie de Salmas des Chaldéens sont unis In persona episcopi (évêque Thomas Meram)
- Le diocèse de Tivoli et le diocèse suburbicaire de Palestrina sont unis In persona episcopi depuis le 19 février 2019